# Ciclo (álbum)
Ciclo é o décimo segundo álbum de estúdio da cantora brasileira Maria Bethânia, lançado em julho de 1983 pela Philips Records/PolyGram, que vendeu mais de 400 mil cópias e ganhou um disco de platina.

## Faixas
| N.º | Título                                                                             | Música                              | Duração |  |
| 1.  | "Motriz"                                                                           | Caetano Veloso                      | 3:33    |  |
| 2.  | "Filosofia Pura" (com Gal Costa)                                                   | Roberto Mendes / Jorge Portugal     | 3:49    |  |
| 3.  | "Fogueira"                                                                         | Ângela Ro Ro                        | 3:19    |  |
| 4.  | "A Notícia"                                                                        | Gilberto Gil                        | 2:35    |  |
| 5.  | "Sonhei Que Estava Em Portugal" (música incidental: "Anda Luzia" de João de Barro) | Moraes Moreira                      | 2:02    |  |
| 6.  | "Ciclo"                                                                            | Caetano Veloso / Nestor de Oliveira | 3:09    |  |
| 7.  | "Rio de Janeiro (Isto É o Meu Brasil)"                                             | Ary Barroso                         | 1:55    |  |
| 8.  | "Pra Fazer o Sol Adormecer"                                                        | Gonzaguinha                         | 3:47    |  |
| 9.  | "Ela Disse-me Assim (Vá Embora)"                                                   | Lupicínio Rodrigues                 | 1:40    |  |
| 10. | "Vinho"                                                                            | Guto Graça Melo / Naila Skorpio     | 2:47    |  |
| 11. | "Lua"                                                                              | Roberto Mendes / Mabel Veloso       | 1:03    |  |

## Presença em Trilhas de Novelas
Do álbum "Ciclo" duas canções foram incluídas em trilhas sonoras de novela da TV Globo. A primeira delas foi "Fogueira", que entrou para a trilha de "Transas e Caretas", exibida entre janeiro e julho de 1984. Na trama de Lauro Cesar Muniz, a canção foi tema de "Sofia", interpretada por Renata Sorrah. Já "Vinho", acabou entrando na trilha de "Partido Alto", exibida entre maio e novembro, também de 1984. Na trama de Gloria Perez e Aguinaldo Silva, a canção foi tema da personagem "Irene", interpretada por Norma Bengell.

## Catálogo
- Philips - LP 814855 - 1
- Philips - K7 814855 - 4
- Philips - CD 814855 - 2

1. ↑  «Trilha Sonora». memoriaglobo. 29 de outubro de 2021. Consultado em 16 de junho de 2025
2. ↑  «Trilha Sonora». memoriaglobo. 29 de outubro de 2021. Consultado em 16 de junho de 2025